# Graf Ulrich-Philipp von und zu Arco-Zinneberg
Graf Ulrich-Philipp von und zu Arco-Zinneberg (12 de Dezembro de 1917 - † 31 de Dezembro de 1980) foi um comandante de U-Boot que serviu na Kriegsmarine durante a Segunda Guerra Mundial.